# Valentin Otto (Musiker)
Valentin Otto (* 1529 in Markkleeberg; † April 1594) war ein deutscher Musiker und Leipziger Thomaskantor.
Otto studierte bis 1548 in Leipzig. 1553/54–1564 war er Kantor der Wenzelskirche in Naumburg. Im Jahr 1564 wurde er Thomaskantor, dieses Amt bekleidete er 30 Jahre lang bis 1594. Damit ist Otto der Thomaskantor mit der wohl längsten Amtszeit. Der bedeutende Organist an der Thomaskirche Elias Nikolaus Ammerbach war fast gleichzeitig mit Otto tätig. Ottos Sohn Valerius Otto (1579–nach 1612) war Organist und Komponist.